# Cephalotes wheeleri
Cephalotes wheeleri är en myrart som först beskrevs av Auguste-Henri Forel 1901.  Cephalotes wheeleri ingår i släktet Cephalotes och familjen myror. Inga underarter finns listade.